# Крекінг-установка у Поза-Ріка
Крекінг-установка у Поза-Ріка — колишня складова частина нафтохімічного майданчика у мексиканському штаті Веракрус, за дві сотні кілометрів на північний схід від столиці країни Мехіко.
Район Поза-Ріка є одним з центрів нафтогазової промисловості країни ще з початку 1930-х років. З 1970-х тут почали розвивати нафтохімічний комплекс Есколін, зокрема 1978-го стала до ладу установка парового крекінгу потужністю 182 тисячі тонн етилену на рік. Як сировину вона споживала етан, а вироблений олефін спрямовували на продукування поліетилену низької та високої щільності.
У 2002 році піролізне виробництво зупинили та через певний час демонтували. В той же час, станом на початок 2010-х на майданчику Есколін продовжувала діяти лінія поліетилену низької щільності потужністю 55 тисяч тонн на рік.